# Quận Pratt, Kansas
Quận Pratt là một quận thuộc tiểu bang Kansas, Hoa Kỳ. Theo điều tra dân số năm 2000 của Cục điều tra dân số Hoa Kỳ, quận có dân số 9647 người.
Quận lỵ là Pratt.